# پروانه الجزایری
پروانه الجزایری عنوان نمایشنامه ای از پیام لاریان است که در دوره‌های سی و پنجم و سی هفتم جشنواره بین‌المللی تئاتر فجر تندیس بهترین نمایشنامه را دریافت کرده‌است. این نمایشنامه دو بار در سالهای ۱۳۹۵ توسط انتشارات نمایش  و بار دوم در سال ۱۳۹۷ توسط نشر ورا  به چاپ رسیده است.

## داستان
این نمایشنامه داستان هفت جوان را روایت میکند که به ویلایی در جیرود رفته‌اند. در آنجا، یکی از آنها با نام بابک، جان خود را از دست میدهد. این در حالیست که دیگران تلاش می‌کنند با یک بازی نمایشی او را به زندگی بازگردانند.

## دربارهٔ نمایشنامه
نمایشنامه فوق بارها توسط کارگردانان ایرانی به روی صحنه رفته‌است. احسان زیورعالم، منتقد تئاتر سایت تسنیم دربارهٔ این نمایشنامه می‌نویسد: «لاریان در پروانه الجزایری شانس آن را می‌یابد تا زمان را درهم بریزد و از آن مفهومی ساختگی بیافریند، مفهومی که از دل برداشت‌های متعدد سینمایی می‌آید. اما انتزاع وی با نوعی یأس همراه است. او برخلاف قهرمان «بازگشت به آینده» نمی‌تواند زمان را شکست دهد یا همانند کوپر در «بین‌ستاره‌ای» حداقل پس از تجربه یک کرم‌چاله، به آینده‌ای که می‌توانسته دیده باشد، امیدوار باشد. شخصیت‌های «پروانه الجزایری» امیدی به زمان ندارند؛ مگر آنکه در حال به پایان می‌رسیدند.» محمدحسن خدایی، منتقد روزنامه شرق، در شماره ۳۰ اردیبهشت ۱۳۹۸ این روزنامه می‌نویسد: «این نمایش تذکار می‌دهد که چگونه روایت و بازنمایی زندگی روزمره، توان آن را دارد که از نو امر برگشت‌ناپذیر را با تکنیک تکرار، بار دیگر بازسازی کرده و پایانی خوش رقم بزند» دکتر رفیق نصرتی، استاد تئاتر دانشگاه تهران نیز دربارهٔ این نمایش می‌نویسد: «ساختار هندسی این نمایش یک هذلولی است و نقطه هندسی این هذلولی دری است با دو دستگیره که از دو سو باز می‌شود و یکی به روایت نیمه بالای ساختار هندسی و دیگری به سوی پایین آن»